# Arapaçu-barrado-do-leste
O arapaçu-barrado-do-leste (Dendrocolaptes medius) é um pássaro da família Furnariidae que ocorre em florestas tropicais do Nordeste brasileiro, incluindo o Maranhão, e em populações isoladas no litoral de Pernambuco e Alagoas. D. c. medius possui distribuição restrita a fragmentos de mata atlântica e províncias florestais amazônicas costeiras, caracterizando-se por plumagem semelhante à da subespécie nominal, porém com coloração mais acinzentada no dorso e áreas inferiores mais pálidas.

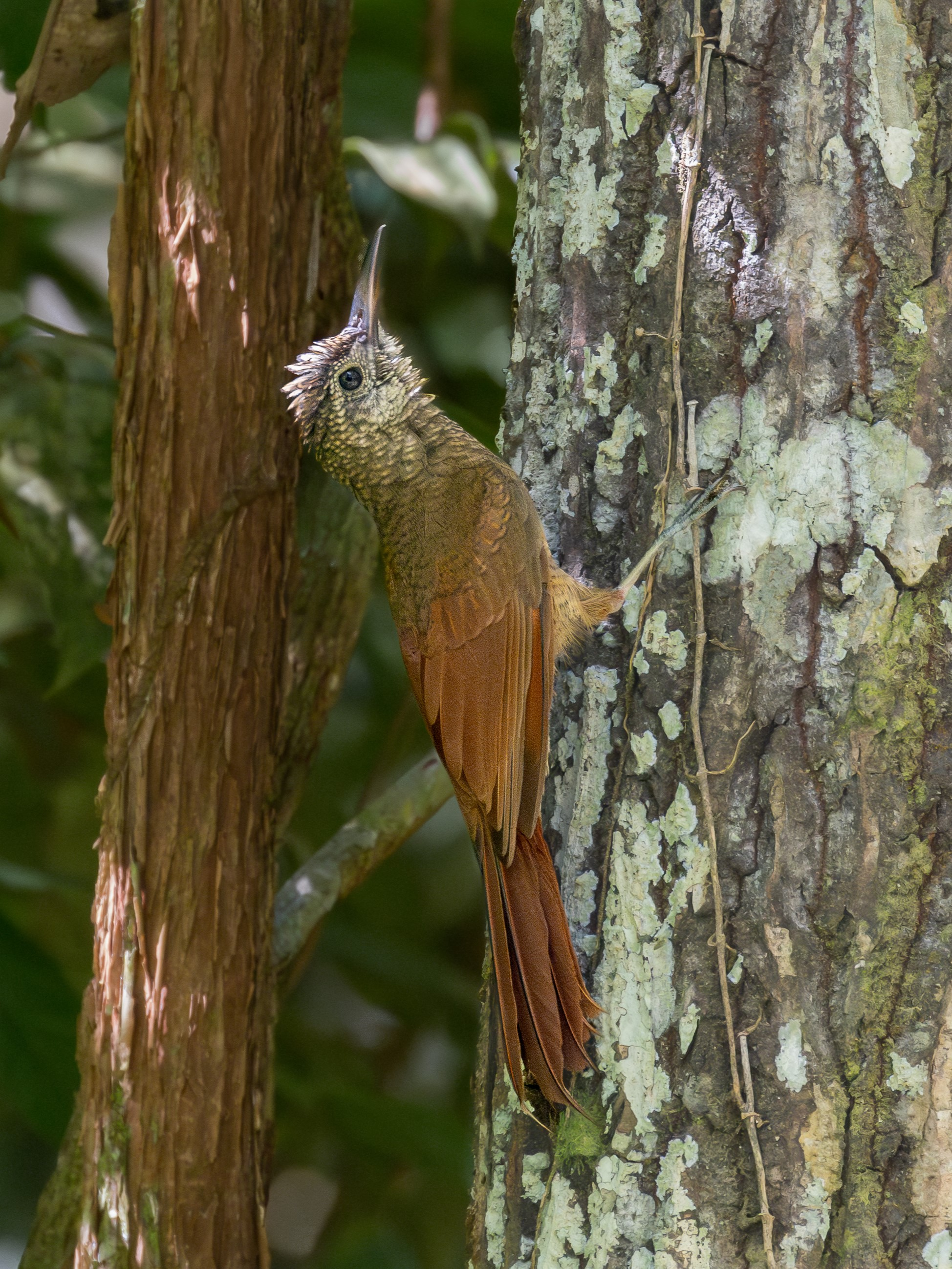
Um arapaçu-barrado-do-leste fotografado em Acará, Pará.

## Descrição morfológica
Espécie de porte grande para a subfamília Dendrocolaptinae, com comprimento total variando entre 26 e 29 centímetros e massa corporal aproximada de 65 a 75 gramas em adultos. Apresenta plumagem dorsal marrom-olivácea com finas barras escuras quase imperceptíveis, que se tornam mais fracas em comparação à subespécie nominal, conferindo um aspecto ligeiramente mais homogêneo e acinzentado. O ventre é de tonalidade creme a amarelada, com leve estriação marrom-clara no peito. Bico longo, ligeiramente curvado para baixo, de coloração escura, e patas fortes de cor cinza-escura, adaptadas a deslocamentos verticalizados em troncos de árvores. Iris de cor marrom-avermelhada em indivíduos maduros.

## Distribuição e habitat
D. c. medius ocorre em dois enclaves principais: a região costeira do Nordeste brasileiro (litoral de Pernambuco, Alagoas e extremo norte de Sergipe) e a província da Amazônia Maranhense, estendendo-se pelo estado do Maranhão e parte do Pará adjacente. No Maranhão, foi registrada em trechos de floresta ombrófila densa ao longo dos rios Tocantins e Mearim, além de fragmentos isolados de mata de terra firme próximos à costa adjacente a Baía de São Marcos. Habita principalmente áreas de floresta primária e secundária madura, tanto em terra firme quanto em igapós e várzeas alagáveis em períodos de cheia.

## Biologia e ecologia
Alimentação: Forrageia em troncos, galhos grossos e superfícies verticais, capturando artrópodes (principalmente formigas, besouros e aranhas) e pequenos vertebrados na casca, sendo observada acompanhando formigueiros de correição para capturar presas alojadas pelos insetos.
Reprodução: A época de reprodução ocorre na estação das chuvas (janeiro a abril), quando o par constrói ninho em cavidades de troncos ou bambus mortos, forrando o interior com fibras vegetais; a postura típica inclui 2 ovos de coloração branca-creme, incubados por ambos os pais por cerca de 18 a 20 dias. Após a eclosão, vide filhotes permanecem no ninho por aproximadamente 20–25 dias até o início das primeiras incursões externas.
Vocalização: Emite vocalizações largas e longas, usadas para demarcar território e comunicação de casal durante a reprodução.

## Estado de conservação
A subespécie medius está classificada como Least Concern (LC) pela IUCN na avaliação de Dendrocolaptes certhia como espécie ampla, mas apresenta status regional ameaçado. Em 2007, D. c. medius foi classificada como Em Perigo no estado do Pará pela lista de espécies ameaçadas local. Em 2022, a Portaria MMA n.º 148 incluiu Dendrocolaptes medius como Vulnerável no anexo II da Lista Oficial da Fauna Brasileira Ameaçada de Extinção. As principais ameaças incluem perda de habitat por desmatamento para agricultura e pecuária, fragmentação florestal e queimadas.

## Taxonomia e etimologia
Descrita por Gordon B. Todd em 1920 como Dendrocolaptes certhia medius, foi reconhecida como subsespécie de D. certhia (Boddaert, 1783). O nome genérico Dendrocolaptes deriva do grego dendron (árvore) e kolaptes (queleador), referindo-se ao hábito de arranhar troncos em busca de alimento. O epíteto medius do latim significa “do meio” ou “intermediário”, possivelmente aludindo à posição geográfica central entre os demais táxons do complexo Dendrocolaptes certhia.

### Sinônimos
- Dendrocolaptes certhia medius - Todd, 1920.[1]
- Dendrocolaptes medius